# 뱀의 포옹
《뱀의 포옹》(스페인어: El abrazo de la serpiente)은 2015년 공개된 콜롬비아의 영화이다. 제88회 아카데미상에 외국어 영화상 부문 후보에 올랐다.

## 출연

### 주연
- 얀 비보엣
- 브리온 데이비스
- 안토니오 볼리바르 살바도르

## 기타
- 미술: 안젤리카 페레아